# Rue du Pont-Sauvetout
Pour les articles homonymes, voir Rue du Pont.
La rue du Pont-Sauvetout est une voie de Nantes, en France.

## Situation et accès
Située dans le centre-ville de Nantes, la rue du Pont-Sauvetout relie la rue des Deux-Ponts à la place de Bretagne, après avoir franchi la rue de l'Arche-Sèche grâce au pont Sauvetout. Cette artère est pavée et piétonne.

## Origine du nom
Sa dénomination actuelle fait référence au pont qui franchit la rue de l'Arche-Sèche.

## Historique

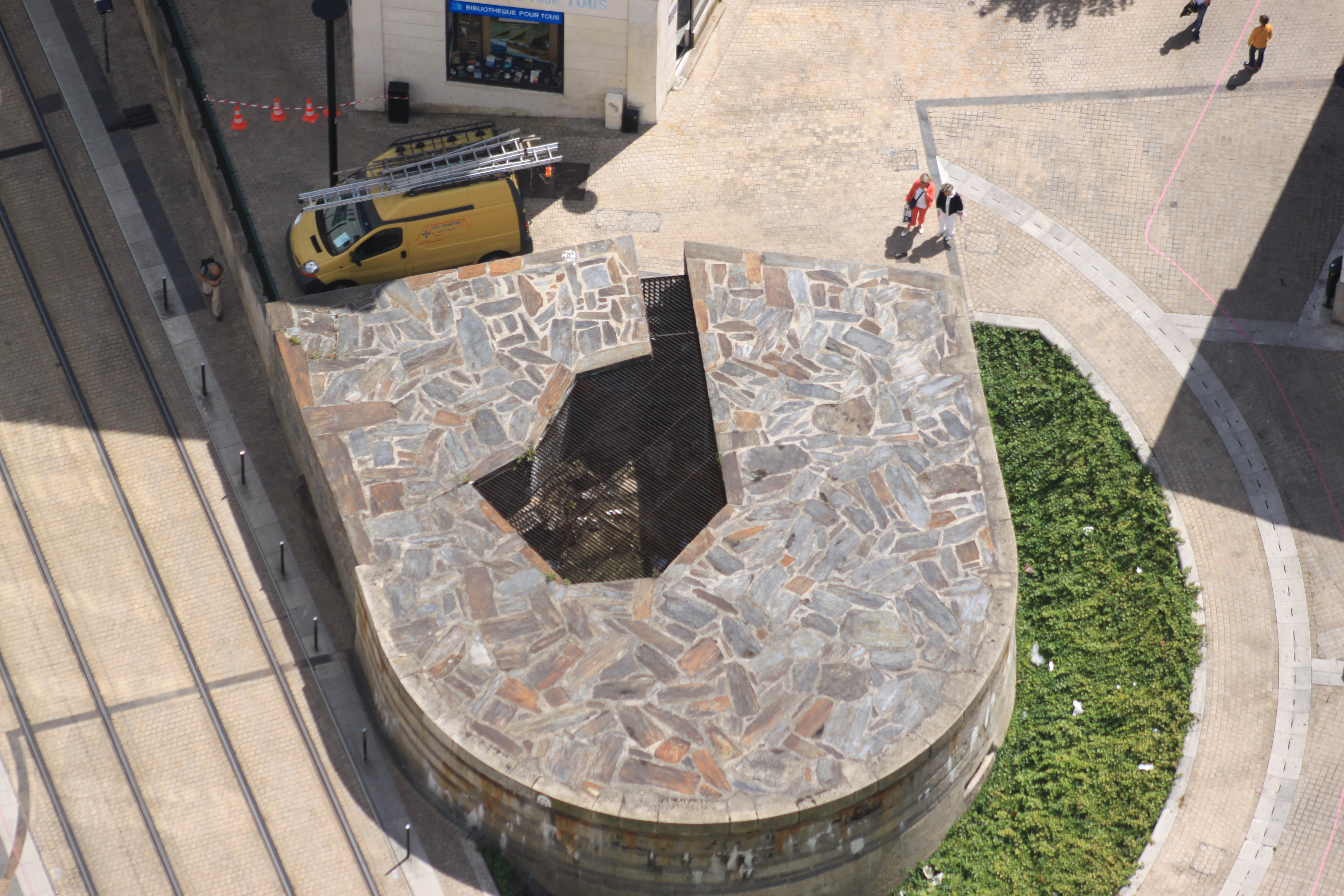
Vestige de la tour Haut-le-Pied vu de la tour Bretagne.

La rue occupe l'essentiel de l'ancien site du système défensif de la porte Sauvetout qui marquait l'entrée nord du faubourg Saint-Nicolas, et dont la construction débute sur ordre de Pierre Mauclerc, au XIIIe siècle. Les vestiges les plus visibles de cette porte se trouvent au sud de la rue, il s'agit des fondations de la « tour Haut-le-Pied » qui était complétée, à l'est, par la « tour de l'Erdre ». Avant cette porte se trouvait un châtelet, encadré lui aussi par deux tours : la « tour du Bourreau », censée abriter les appartements de l'exécuteur de la ville, et la « tour Haut-le-Pas », visible dans la cour des immeubles des nos 4 et 6. Au-delà des douves (formant l'actuelle « rue de l'Arche-Sèche ») que l'on franchissait par l'intermédiaire d'un pont-levis, on gagnait le faubourg du Marchix.
Cet ensemble défensif est démoli durant le XVIIIe siècle. Le pont-levis est remplacé par plusieurs ouvrages en pierres successifs, en 1601, 1723, 1811 et 1837.
Elle porta, par le passé, les noms de « rue Cornic » puis « rue Castiglione ».
L'arrivée de la ligne 3 du tramway, en 2000 (avec la construction de la station Bretagne au nord de la rue), puis l'aménagement de l'« îlot Boucherie », en 2003-2006, et de la place de Bretagne, ont permis de mettre en valeur ces vestiges.